# Graziano Vinti
Graziano Vinti (Perugia, 30 marzo 1963) è un allenatore di calcio ed ex calciatore italiano, di ruolo portiere, preparatore dei portieri dell'Italia U-20.

## Carriera

### Giocatore
Dal 1981 al 1983 fa parte della rosa della squadra della sua città, il Perugia, senza mai esordire in Serie B. Dopo un anno a Barletta, per l'annata 1984-1985 gioca in Serie C2 con la maglia del Venezia. Nella stagione 1985-1986 torna a Perugia, fra i cadetti, facendo da riserva ad Andrea Pazzagli mentre a partire dal campionato 1986-1987 diventa il portiere titolare dei grifoni, difendendo ininterrottamente la porta degli umbri fino al termine dell'annata 1991-1992, con l'unica eccezione del torneo 1990-1991 in cui è relegato in panchina; con i biancorossi vince il campionato di C2 del 1987-1988.

Vinti (in piedi, primo da destra) al Perugia nella stagione 1987-1988

Nella stagione 1992-1993 conquista invece il torneo di Serie C1 e la Coppa Italia di Serie C con la maglia del Palermo, con cui nell'annata 1993-1994 esordisce in cadetteria disputandovi 10 partite. Nel novembre del 1993 passa alla Pistoiese dove gioca da titolare in C1 subendo 20 gol in 25 partite. L'anno seguente torna in B dai rosanero per una parentesi da secondo portiere, per poi passare in dicembre ai corregionali dell'Atletico Catania con cui è titolare in C1; è poi di nuovo in B nella stagione 1995-1996, a difendere la porta dell'Ancona.
Dal 1996 al 2002 gioca infine sei campionati consecutivi di C2; i primi tre con la Triestina da titolare, e gli ultimi con il Sassuolo come secondo portiere. In carriera ha giocato in tutto 345 partite nei campionati professionistici, di cui 35 in Serie B.

### Allenatore
Terminata la carriera agonistica, diventa preparatore dei portieri dapprima al Perugia e poi per tre stagioni al Chievo.
Nel 2007 viene ingaggiato dal Piacenza, dove resta per due stagioni lavorando con Mario Somma e Stefano Pioli. Dopo un'annata al Lecce, in cui partecipa alla vittoria del campionato di Serie B 2009-2010, si ricongiunge a Pioli dapprima al Chievo e poi al Palermo, restando in forza alla società rosanero anche con il suo successore Devis Mangia; nei mesi successivi lascia i siciliani e torna a lavorare con Pioli al Bologna, rimanendo nello staff dei felsinei sino al gennaio del 2014.
Successivamente ricopre il ruolo di preparatore dei portieri nelle nazionali giovanili azzurre.

## Palmarès

### Giocatore
- Coppa Italia Serie C: 1

Palermo: 1992-1993
- Campionato italiano Serie C1: 1

Palermo: 1992-1993 (girone B)
- Campionato italiano Serie C2: 1

Perugia: 1987-1988 (girone C)